# Spytihněv
Spytihněv – gmina w Czechach, w powiecie Zlín, w kraju zlińskim. Według danych z dnia 1 stycznia 2012 liczyła 1727 mieszkańców. Położona jest na lewym brzegu rzeki Morawy w Obniżeniu Dolnomorawskim.